# Stanisław Kajfasz
Stanisław Kajfasz (ur. 16 lutego 1925 w Krakowie, zm. 10 września 2013) – polski specjalista w zakresie teorii konstrukcji z betonu, prof. dr inż., przewodniczący Polskiego Związku Inżynierów i Techników Budownictwa w latach 1984–1990 oraz podsekretarz stanu w Ministerstwie Gospodarki Przestrzennej i Budownictwa w latach 1992–1994.

## Życiorys
Był absolwentem Wydziału Budownictwa Akademii Górniczej w Krakowie z 1948 r., a następnie od tego samego roku do 1953 r., pracownikiem Instytutu Techniki Budowlanej w Warszawie. Od 1956 r., związany był z Instytutem Podstawowych Problemów Techniki (IPPT) PAN. Piastował stanowisko kierownika Zakładu Mechaniki Ośrodków Ciągłych, a także przez dziewięć kadencji w latach 1967–1995 zastępcy dyrektora IPPT. 
W zakresie jego zainteresowań naukowych były konstrukcje betonowe, zaliczany był do pionierów wprowadzenia konstrukcji sprężonych na terenie Polski, a także miał znaczący wkład w rozwoju teorii obliczania konstrukcji sprężonych dzięki prowadzonym przez siebie w latach 1957–1966 badań nad efektami reologicznymi w cięgnach i w betonie sprężonym, prowadzone w latach 1966–1984.
Był redaktorem naczelnym miesięcznika Licz i Buduj. Pochowany na cmentarzu Tarchomińskim. 

## Odznaczenia i wyróżnienia
- Krzyż Oficerski Orderu Odrodzenia Polski
- Krzyż Kawalerski Orderu Odrodzenia Polski
- Srebrny Krzyż Zasługi (1955)[2]
- Medal im. prof. Stefana Kaufmana (1998)[3]
- Medal im. prof. Romana Ciesielskiego (2008)[4]